# Toondra (студия)
Студия анимации Toondra была основана в 2002 году.
Анимационные музыкальные клипы студии получили награды на различных фестивалях анимации.
В 2004 году студия выпустила анимационный клип для группы Ленинград на песню «Меня зовут Шнур» из альбома Для миллионов. Клип занял первое место в 2005 году на фестивале анимации Мультиматограф. В 2005 году этот клип занял первое место на фестивале анимации Avanca в Португалии.
Клип для группы Skafandr, выпущенный в 2005 году, стал клипом года на фестивале RAMP 2006 (Russian Alternative Music Prize). Этот клип также получил первое место в категории флеш на фестивале компьютерного искусства Chaos Constructions в 2004 году.